# Donatella Scarnati
Donatella Scarnati (Cosenza, 7 agosto 1955) è una giornalista e conduttrice televisiva italiana.

## Biografia
Laureata in scienze politiche, è iscritta all'albo dei giornalisti dal 1981 e dipendente della Rai dal 1984 nella redazione sportiva del neonato Televideo. Chiamata da Paolo Valenti, fu la prima donna ad apparire stabilmente nei collegamenti di 90º minuto. Oltre allo sport, ha seguito diversi avvenimenti di cronaca in Italia e all'estero: sua la telecronaca dei funerali di Lady Diana Spencer, celebratisi a Londra il 6 settembre 1997.
Dal 1992 al 1998 è stata conduttrice di TG1 Sport.
Dal 1990 è stata inviata speciale al seguito della Nazionale italiana di calcio, dapprima per il TG1 e in seguito per Rai Sport. Dal 3 settembre 2015 è responsabile del team di Rai Sport in occasione delle partite ufficiali ed amichevoli della Nazionale di calcio.
Con Marco Franzelli è autrice di un volume su Alessandro Del Piero Lo sberleffo di Godot, pubblicato nel 2006. Vive a Roma da molti anni.
Il 18 dicembre 2022 alla conclusione dei Mondiali in Qatar da lei seguiti come inviata, chiude l'esperienza in Rai andando ufficialmente in pensione.
Il 19 Novembre 2023 a Scandicci le viene assegnato il riconoscimento "Notte del Pallone rosa - Premio Maria Nisticò" 12ª Edizione.